# Александар Заваров
Александар Анатољевич Заваров (Луганск, 26. април 1961) бивши је совјетски фудбалер.

## Биографија
Започео је каријеру у Зорији из Луганска. Играо у првенству СССР-а за Зорју Луганск и такође за СКА Ростов. У периоду 1983-1988 играо је за совјетско-украјинског гиганта Динамо Кијев, са којим је освојио Куп победника купова 1985/86, постигавши гол у самом финалу. Заваров је касније играо за италијански Јувентус између 1988. и 1990. године, поставши први совјетски играч који је играо у Серији А. Освојио је Куп Италије и Куп УЕФА под вођством Дина Зофа 1990. године, такође је носио легендарни дрес са бројем 10 у својој првој сезони. Иако се у почетку много очекивало од Заварова у торинском клубу, његово време у Јувентусу је оцењено као неуспешно, упркос освајању два трофеја. Упркос доласку сународника Сергеја Аленикова у његовој другој сезони, Заваров се веома мучио у клубу због натегнутог односа са Дином Зофом, као и напора да научи италијански језик. Потом је 1990. године прешао у француски клуб Нанси, ту је остао пет сезона, да би након тога прешао у Сен Дизје. Повукао се из фудбала 1998. године.
За репрезентацију СССР-а је наступио 41 пут, постигао 6 голова. Био је у саставу „зборнаје” на Светском првенству 1986. Играо је у финалу Европског првенства 1988. против Холандије, када су Совјети поражени са 0:2. Играо је на Светском првенству 1990. године у Италији.
Након завршетка играчке каријере, радио је као фудбалски тренер.

## Успеси

### Клуб
СКА Ростов
- Куп СССР: 1981.

Динамо Кијев
- Првенство СССР: 1985, 1986.
- Куп СССР: 1985, 1987.
- Суперкуп СССР: 1986, 1987.
- Куп победника купова: 1986.

Јувентус
- Куп Италије: 1990.
- Куп УЕФА: 1990.

### Репрезентација
СССР
- Сребрна медаља Европско првенство 1988. у Западној Немачкој